# نفرتیتی ۱۰۶۸
سیارک ۱۰۶۸ (به انگلیسی: 1068 Nofretete، نامگذاری:1926RK) هزار و شصت و هشتمین سیارک کشف شده‌است که در ۱۳ سپتامبر ۱۹۲۶ کشف شد.
قدر مطلق سیارک برابر ۱۱٫۲۰ است.